# Міжнародні відносини Андорри
З часів здобуття суверенітету шляхом ратифікації конституції у 1993 році, Андорра спромоглась утвердити себе як активного члена міжнародної спільноти. У липні 1993 року Андорра заснувала свою першу дипломатичну місію при Організації Об'єднаних Націй. На початку 1995 року США та Андорра встановили формальні дипломатичні відносини. Андорра також розширила відносини з іншими націями.
Андорра має 6 посольств за кордоном: в Австрії, Бельгії, Франції, Іспанії, Португалії та США (у Нью-Йорку). Постійна місія князівства при ООН в Нью-Йорку також служить посольством в США, Канаді та Мексиці.
Франція, Іспанія та Португалія мають посольства в Андоррі. Швейцарія має в Андоррі генеральне консульство.
Закордонними справами керує Міністерство закордонних справ.

## Членство в міжнародних організаціях
Андорра є повноправним членом Організації Об'єднаних Націй (ООН), Організації Об'єднаних Націй з питань освіти, науки і культури (ЮНЕСКО), Конференції ООН з торгівлі та розвитку (ЮНКТАД), Міжнародного кримінального суду (МКС), Міжнародного центру з вивчення збереження та відновлення культурної спадщини, Міжнародного телекомунікаційного союзу (МТС), Міжнародного комітету Червоного Хреста, Всесвітньої конвенції про авторське право, Ради Європи, Eutelsat, Всесвітньої туристичної організації, Організації з безпеки і співробітництва в Європі (ОБСЄ), Всесвітньої митної організації та Інтерполу. З 1991 року Андорра має спеціальну угоду з Європейським Союзом.

## Відносини з Республікою Косово
8 червня 2011 року Андорра стала 76-тою державою-членом ООН, яка визнала незалежність Республіки Косово. Міністр закордонних справ Косово заявив, що дві країни дуже скоро встановлять дипломатичні відносини. У 2008 році, Андорра вагалась чи визнавати незалежність Республіки Косово через можливі прецеденти у регіоні та тиск з боку Іспанії. Андорра та Косово встановили дипломатичні відносини 14 вересня 2011 року.

## Відносини зі Сполученими Штатами Америки
Сполучені Штати Америки встановили дипломатичні відносини з Андоррою 21 лютого 1995 року. Відносини двох країн відмінні. Посол США у Іспанії є також акредитованим послом в Андоррі. Консульські посадові особи Генерального консульства США у Барселоні відповідальні за щоденне підтримання відносин з Андоррою. Тодішній постійний представник Андорри при ООН Карл Фон-Росселл був акредитований як перший посол Андорри у США 14 березня 2008 року. З 2 листопада 2009 року послом є Нарцис Касал де Фонсдев'єла. The current Ambassador, serving since 2 November 2009, is Narcís Casal de Fonsdeviela.

## Відносини з Європейським Союзом
Андорра має митний союз з Європейським Союзом з 1991 року, однак вилучення становлять агропромислові товари. Андорра також зберігає прикордонний контроль, залишаючись за межами Шенгенської зони, хоча громадяни, які мають шенгенську візу зазвичай без першкод в'їжджають на її територію. Андорра має монетарну угоду з ЄС, яка дозволяє використовувати євро в якості офіційної валюти та карбувати власні монети євро.